# Electric (Leila K-dal)
Az Electric című dal a svéd Leila K Manic Panic című albumának 1. kimásolt kislemeze. A dal több slágerlistára is felkerült. Többek között a Belga, Német, Svéd, Finn slágerlistákra.
A dalban Jessica Folcker vokálozik, valamint a dal refrénje erősen hasonlít Shannon 1984-es slágeréhez a Give Me Tonight című dalhoz, melyet Barbosa és Ed Chisolm szerzett.

## Megjelenések
12"  Urban 577 329-1
1. Electric (Long Version) - 5:54
2. Electric (House Control Remix)- 9:29

CD Maxi remix  Urban 577 525-2
1. Electric (Merlyn's Dub Mix)- 5:59
2. Electric (Electric Vocal Mix)- 6:11
3. Electric (Power Mix) - 5:16

## Slágerlista
| Slágerlista (1995)                   | Legmagasabb helyezés |
| ------------------------------------ | -------------------- |
| Belgium (Ultratop 50 Flanders)       | 37                   |
| Finnország (Suomen virallinen lista) | 2                    |
| Németország (Media Control Charts)   | 61                   |
| Svédország (Sverigetopplistan)       | 8                    |